# Cúpulas de Shirvan

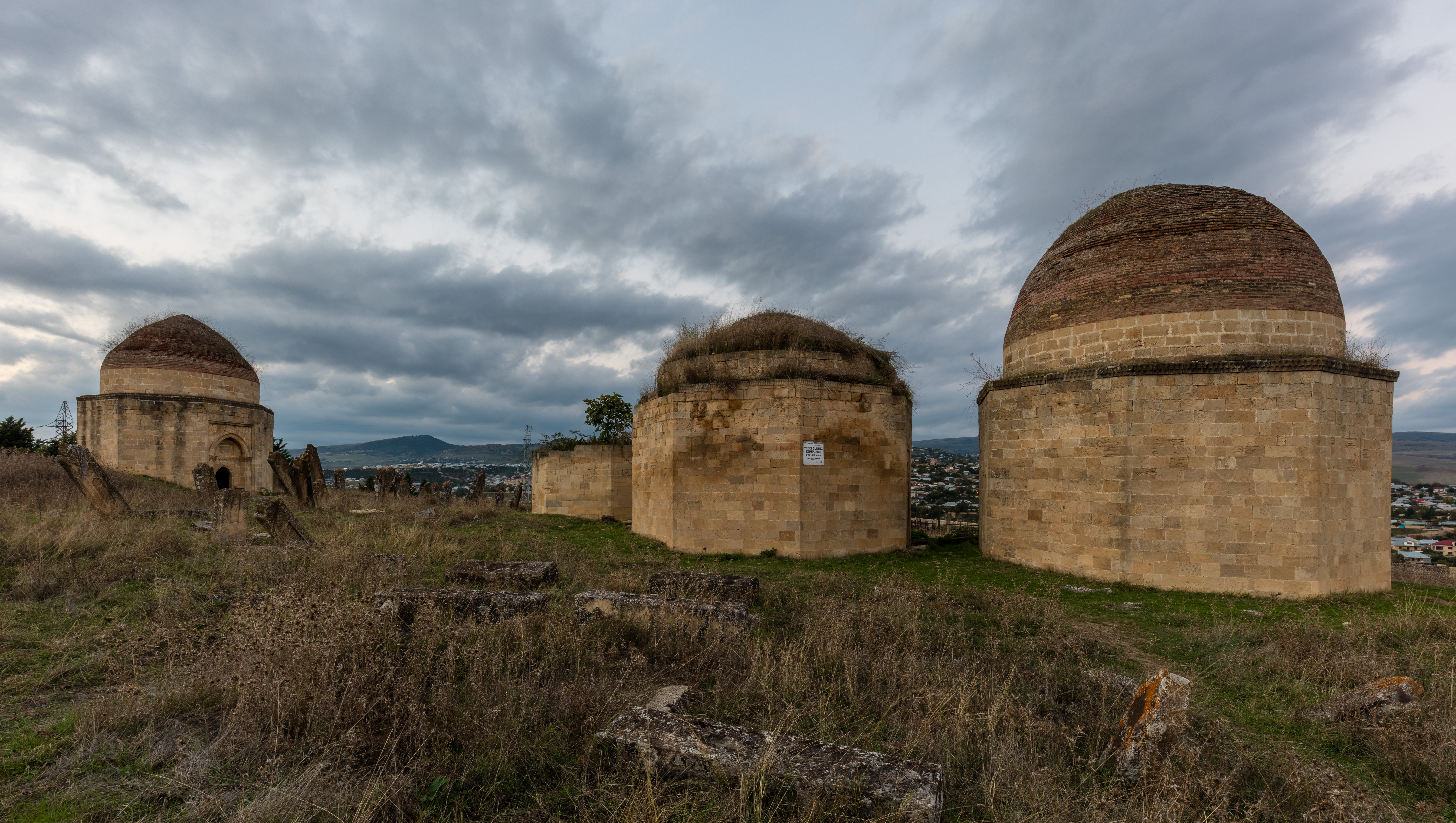
Vista general.

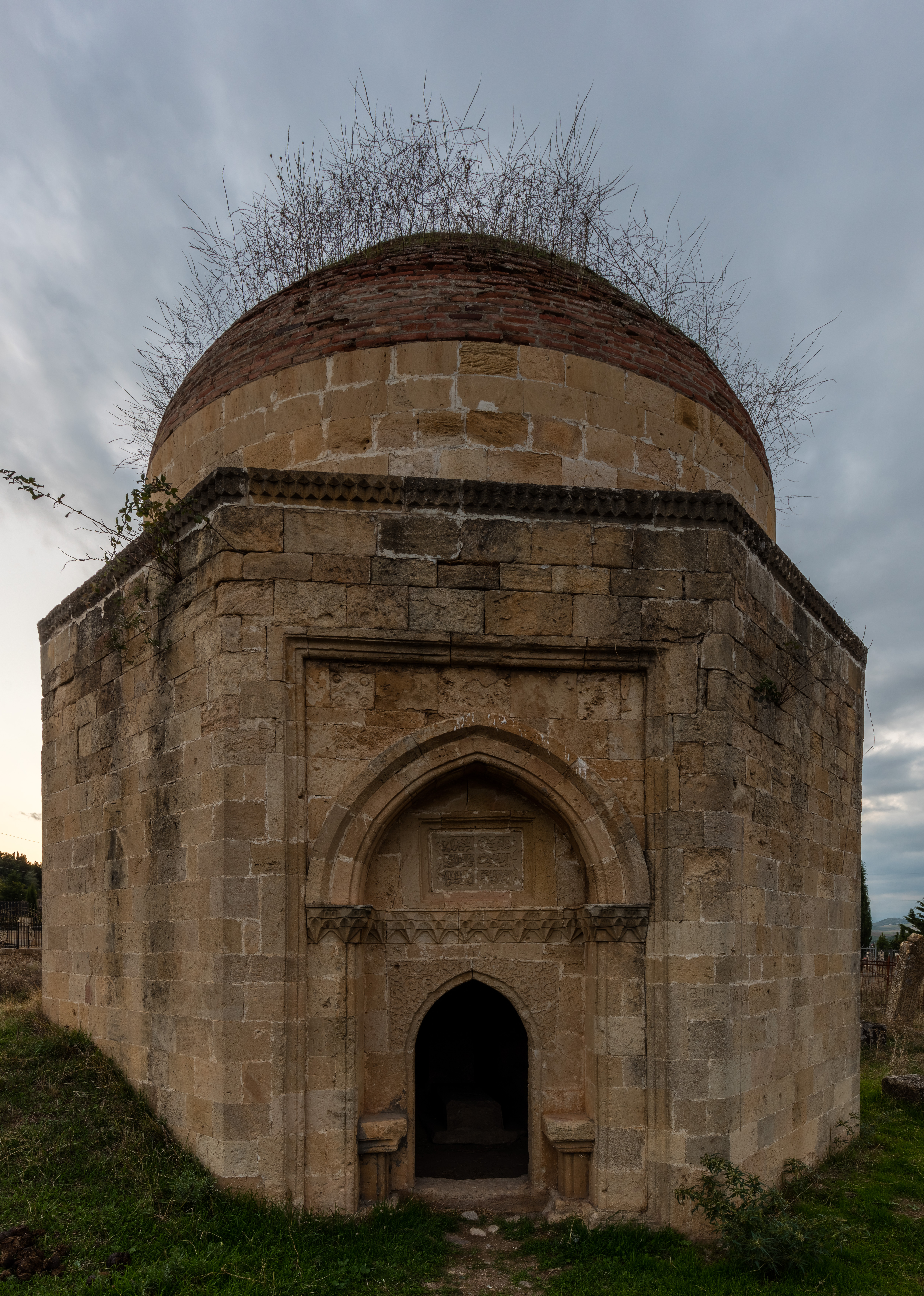
Vista detallada.

Las cúpulas de Shirvan son mausoleos y cementerio del siglo XV en Shamaji, Azerbaiyán. Se encuentra al pie de la fortaleza de Gulustan.
Allí fueron enterrados los notorios representantes de los shirvanshahs. El nombre del monumento se define por el número de lápidas en la cripta.

## Historia
En la antigüedad, Shamakhi era la capital de Shirvan, el estado de los shirvanshahs, que se estableció en el siglo XVIII junto con otros estados más pequeños tras el debilitamiento de la dinastía de los abbasíes. La ciudad tiene una historia gloriosa pero trágica: ha sido devastada muchas veces. Y no sólo por los invasores, sino también como consecuencia de los terremotos, ya que se trata de una zona de alta sismicidad. Cuando en 1191 Kizil Arslan de la dinastía Atabeks Eldenisids se apoderó de la ciudad Shirvanshah Ahsitan I y la asoló, trasladó temporalmente la capital a Bakú. Sin embargo, en 1501 tanto Shamakhi como Bakú fueron capturadas por el Shah Ismail Sefevi. 37 años más tarde cesó la existencia de Shirvan como estado independiente y Tahmasib Sefevi fundó el estado de los sefevíes. Posteriormente, Shamakhi fue destruida con frecuencia en las guerras con los otomanos turcos. No sólo murieron personas, también se destruyeron monumentos arquitectónicos y libros.